# 日向三右衛門
日向 三右衛門（ひなた/ひゅうが さんえもん、1865年2月10日（慶応元年1月15日）- 1940年（昭和15年）1月5日）は、明治時代の地主、政治家。貴族院多額納税者議員。

## 経歴
地主・日向勝右衛門の長男として、出羽国田川郡落野目村（山形県東田川郡豊栄村、八栄島村、藤島町を経て現在の鶴岡市）に生まれる。1883年（明治16年）豊栄村の素封家・日向光俊の養子となり家督を継いだ。1884年（明治17年）以降、東田川郡御用掛を経て、日本赤十字社山形県委員となり、社会事業家として活躍する。1898年（明治31年）には有志とともに羽前織物の前身である荘内羽二重を設立し、同社長に就任した。
また、1897年（明治30年）山形県多額納税者として貴族院議員に互選され、同年9月29日から1904年（明治37年）9月28日まで在任。貧民救済、学校の建設などに私財を投じ、1906年（明治39年）には叙勲も受けたがのち没落し、晩年は故郷へ戻り隠棲した。はじめ鼠ヶ関に隠棲したのち上京し同地で死去した。

## 親族
- 子：鶴見孝太郎（衆議院議員）[6]